# Jegi-dong (métro de Séoul)
Jegi-dong (hangeul : 제기동 ; hanja : 祭基洞) est une station de passage de la ligne 1 du métro de Séoul. Elle est située au 93 Wangsan-ro, dans le quartier Jegi-dong de l'arrondissement de Dongdaemun-gu, à Séoul en Corée du Sud.
Ouverte en 1974, la station est desservie par les services omnibus et express de la ligne 1.

## Situation sur le réseau

Plan du réseau (2023)

Établie en souterrain, la station Jegi-dong est une station de passage de la ligne 1 du métro de Séoul : elle est située entre la station Cheongnyangni, en direction du terminus nord-est Yeoncheon, et la station Sinseol-dong, en direction du terminus ouest Incheon, ou du terminus sud-ouest Sinchang via la station de bifurcation Guro,.

## Histoire
La station Jegi-dong est mise en service le 15 août 1974, sur la ligne 1 du métro de Séoul, lors de l'ouverture à l'exploitation des 9,54 km de la station Gare de Séoul à la station Cheongnyangni.
Le nom Jegi (祭基), en coréen, a la signification symbolique de « l'endroit où se tiennent les rituels ancestraux ». Ces rituels se tenaient à sur le site Seonnongdan, un lieu construit durant la période initiale de la dynastie Joseon, avec un objectif spécifique de promouvoir l'agriculture. Les cérémonies réalisées ici étaient principalement adressées aux divinités agricoles, le roi lui-même y participait, priant pour une récolte abondante,.

## Services aux voyageurs

### Accès et accueil
Station souterraine de la ligne 1 établie au 93 Wangsan-ro, dans le quartier Jegi-dong. Elle est accessible par six bouches, numérotées de 1 à 6.

### Desserte
Jegi-dong, est une station de la ligne 1, desservie par les services omnibus et express de la ligne.

Installations
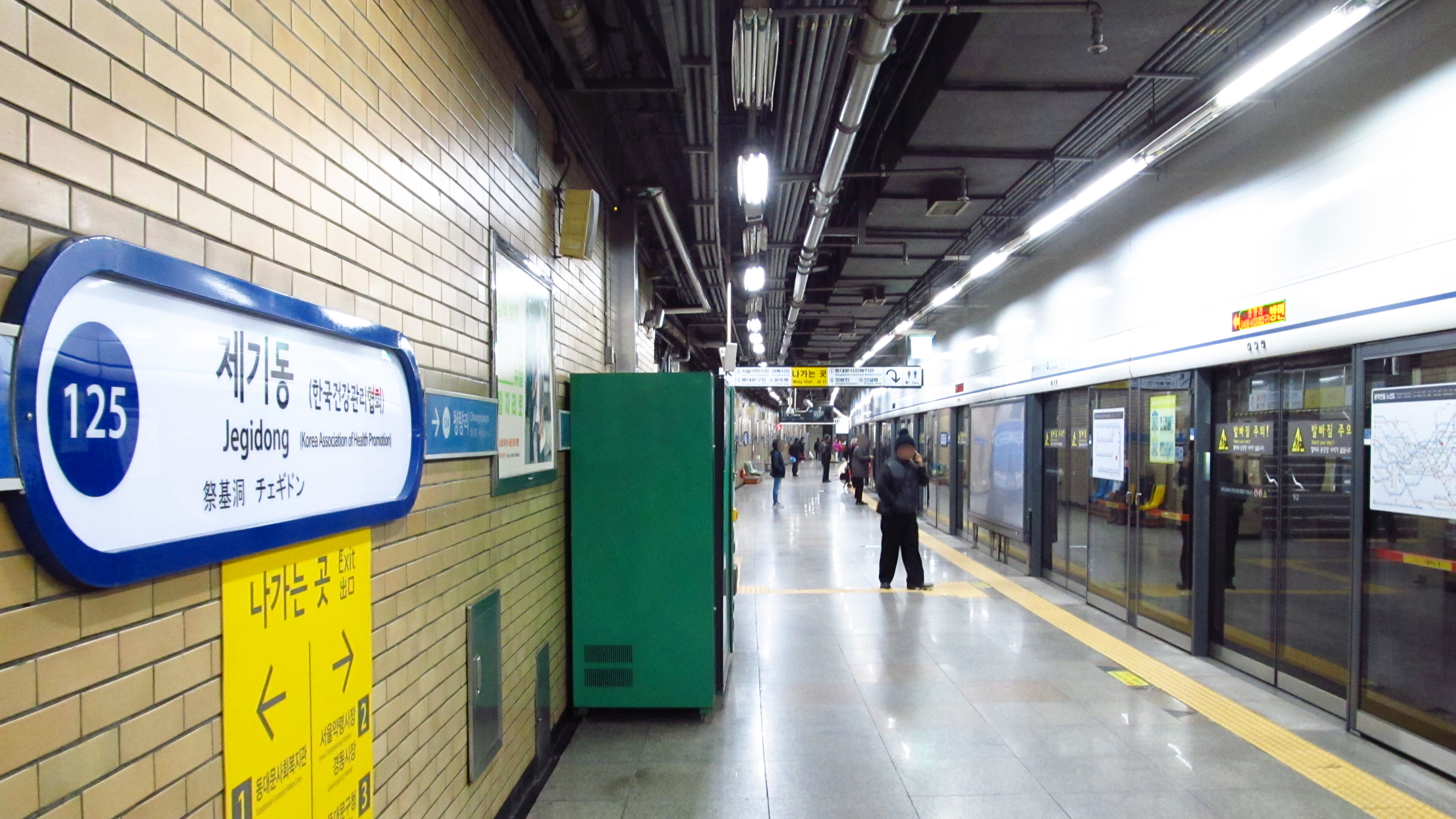
En 2018.
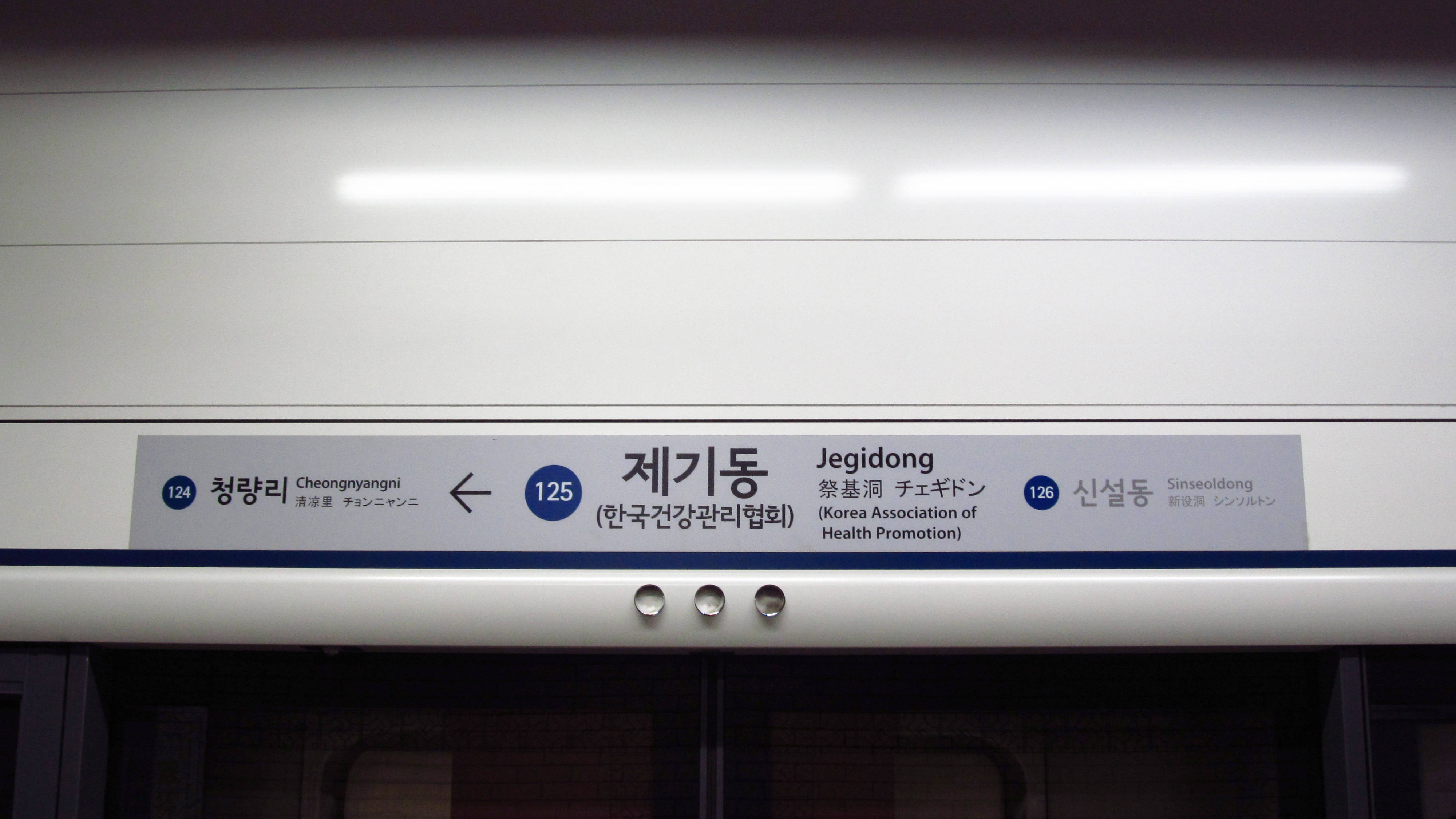
En 2018.
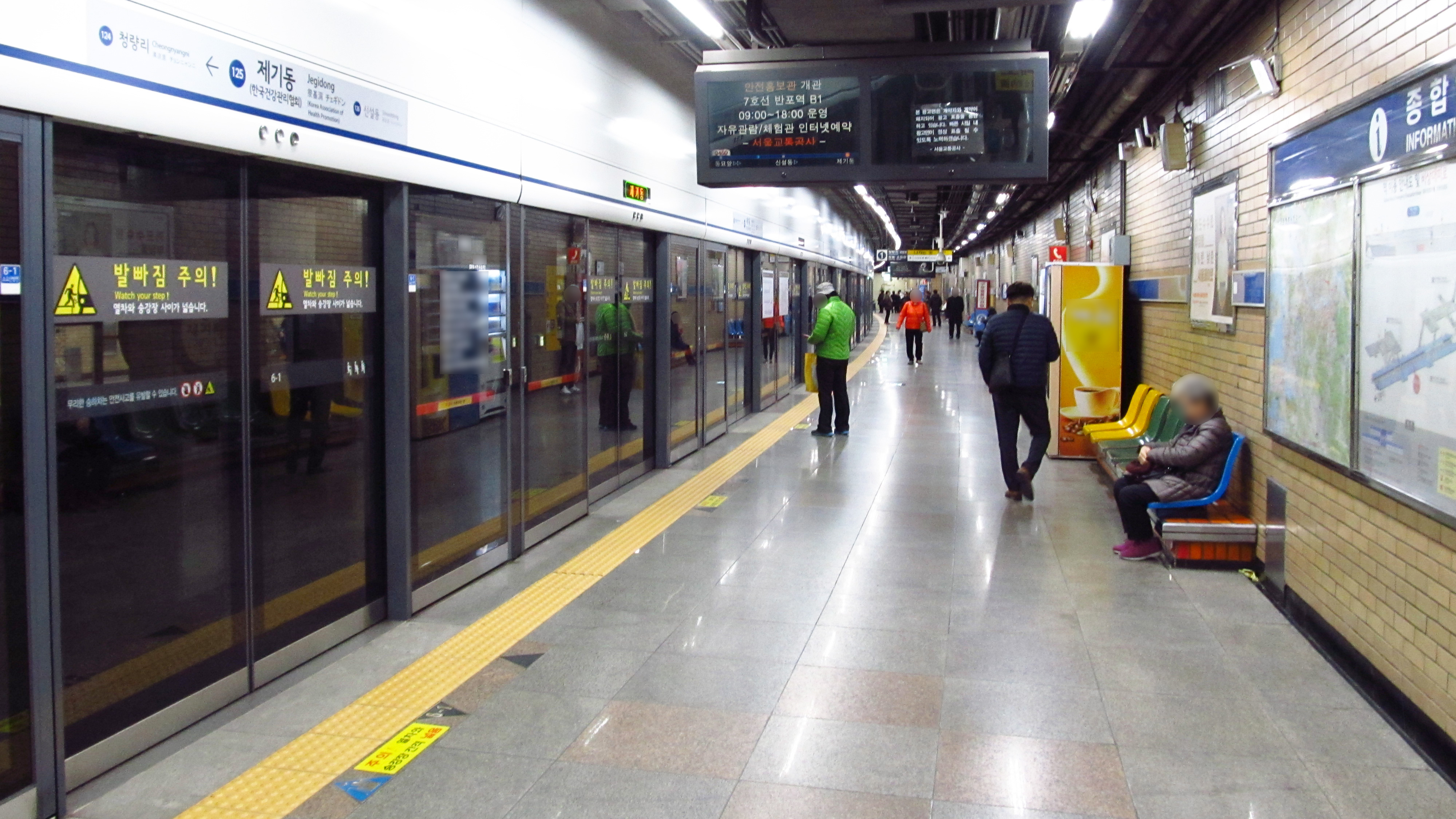
En 2018.

### Intermodalité
Des arrêts de bus sont situés à proximité.